# Góry Krzemienieckie
Góry Krzemienieckie (Wzgórza Krzemienieckie, Góry Awratyńskie) – pasmo wzgórz na Wołyniu, stanowiące równoleżnikowe przedłużenie na wschód Woroniaków.
Stanowią północną granicę Wyżyny Podolskiej. ich średnia wysokość wynosi 300–400 m n.p.m., a najwyższa kulminacja – Góra Bony 409 m n.p.m.